# Pycreus niger
Pycreus niger är en halvgräsart som först beskrevs av Hipólito Ruiz López och Pav., och fick sitt nu gällande namn av Georg Cufodontis. Pycreus niger ingår i släktet Pycreus och familjen halvgräs. Inga underarter finns listade i Catalogue of Life.